# Kristóf Milák
Kristóf Milák (født 20. februar 2000) er en ungarsk svømmer.
I 2021 vandt han guld for Ungarn i 200 meter butterfly under Sommer-OL 2020 i Tokyo og sølv i 100 meter butterfly.
Milák vandt han guld for sit land på 100 meter butterfly under Sommer-OL 2024 i Paris og sølv på 200 meter butterfly.